# マンナエ

マンナエ人（MANNEENS）とその周辺の都市（紀元前750年頃）

マンナエ人とは紀元前10世紀から紀元前7世紀に亘って現在のイランに当たる領域にいた系統不明の民族である。当時二つの大きなアッシリア帝国とウラルトゥ(Urartu)帝国があり、ムサシル(Musasir)やジカルタ(Zikirta)のような中小緩衝国として挟まれた位置に存在していた。
彼らはもともとウルーミーエ湖の東部と南部辺りを本拠としていた。大まかに言って現在のマハーバード(Mahabad)辺りに当たる。彼らの最大領土はクラ川にまで拡大した。発掘事業は1956年に始まり、要塞都市Hasanluの発掘にも成功している。
民族・言語的な系統ははっきりとはわかっていない。よくインド＝ヨーロッパ語族ではないかと言われるが、マンナエはスキタイのようなインド＝イラン語族との共通性が多く見られるという歴史家もいる。マンナエはインド＝ヨーロッパ語族ではないフルリの一派であったのではないのかとも考えられている。
スキタイとアッシリアの手によって幾たびか敗れた後、マンナエ人の大部分は同化吸収されていき、最終的にメディアによって完全に吸収されて消えていった。

## 歴史
マンナエ王国は紀元前850年頃から発展を遂げ始めた。マンナエは灌漑農業と牛馬の牧畜を実行に移していた定住民であった。首都とは別に要塞都市Izirtu(Zirta)を設けていた。
紀元前820年までに彼らは拡大を続けこの地域を一つの行政機構として占有するまでにいたった。この流れをメディア人やペルシア人が引き続き踏襲していく。これをきっかけに王の権力を制限する一部の突出した貴族が支配階級として統治する体制になる。
紀元前800年頃からこの地域はウラルトゥとアッシリアとの係争地になり始めた。ウラルトゥはマンナエの領域にいくつかの駐屯地を設けた。紀元前750年から紀元前730年頃まで両者と戦い続けた結果、マンナエは領土を拡大するチャンスを掴んだ。マンナエ王国はイランズ(Iranzu)王(紀元前725年-紀元前720年)の時に最盛期を迎えた。

### ウラルトゥ・アッシリア戦争
紀元前716年にアッシリアのサルゴン2世がマンナエに対して攻撃をし始める。この頃マンナエはイランズの息子であるアザ(Aza)が統治していた。彼はウラルトゥの手助けを受けてウルシュウヌ(Ullusunu)によって配置された。サルゴン2世はイザート(Izirtu)を取り、ウルーミーエ湖にあるペルシア部族の本拠地であるParsuashとKar-Nergal(Kishesim)に軍隊を留めた。アッシリアはそれ以来この地域を馬の育成、訓練、取引する拠点とした。
アッシリアの印刷物によればキンメリオス人(Gimirru)はこの頃マンナエの中心である彼らの本拠地のガミール(Gamir)やウィシュデシュ(Uishdish)から進出してきたとされている。年代記に始めてキンメリオス人が登場するのは紀元前714年である。彼らはアッシリアがウラルトゥを負かすのに手助けした。ウラルトゥはアッシリアに服従する道を選び、アッシリアとウラルトゥはキンメリオスを打ち負かし、肥沃な三日月地帯から彼らを追い払った。何人かの著者は彼らをサルゴン2世によって追放されたイスラエルの失われた10支族が再植民した傭兵であると信じている。彼らはアッシリア人によってKhumriとして知られた。それが事実であるかどうかはさておいて、このキンメリオス人はサルゴン2世によって再び紀元前705年に再植民された。この年からキンメリオスとアッシリアの戦いになり、紀元前679年マンナエの東部と西部に移植されることで終わる。
マンナエは紀元前676年にアッシリアのエサルハドンの治世の時に反乱を起こしたことが記録されている。彼らはアッシリアとParsuashの間の馬の取引を中断させた。
紀元前650年まで統治したアーシュリー(Ahsheri)王はマンナエの領土を拡大し続けた。しかしマンナエは紀元前660年頃からアッシリアに敗れ、アーシュリーが死ぬまで反乱が起こり続けた。紀元前7世紀にもマンナエは進出してくるスキタイに敗れている。この時点でスキタイは既にウラルトゥに進入していた。
アーシュリーの後継者であるウアリ(Ualli)はアッシリアについてメディアと戦う。メディアはこの時点でカスピ海南西側の岸に沿って東へ位置していた。しかし数十年にわたる闘争の結果メディアが徐々に優位に立ったようである。紀元前616年、マンナエはメディアによって吸収されその姿を消すことになった後、紀元前585年になって、スキタイ人がウラルトゥを滅ぼし、この敗北はマンナエ王国の崩壊をさらに加速させた。